# Sender Reutte-Hahnenkamm
Der Sender Reutte-Hahnenkamm steht am Gipfel des Hahnenkamm (1938 m ü. A.) in der Tiroler Gemeinde Höfen. Er deckt den Großraum Reutte ab und ist ein Hauptsender im Außerfern. Letzteren deckt er gemeinsam mit dem Sender Zugspitze ab.

## Frequenzen und Programme

### Analoger Hörfunk (UKW)
In UKW werden folgende ORF Programme ausgestrahlt.
Die privaten Programme senden vom Hahnenkamm-H3A-Container (Reutte 3) leicht unterhalb des ORS-Standortes aus.
| Frequenz (MHz) | Programm         | RDS PS    | RDS PI | Regionalisierung | ERP (kW) | Antennendiagramm rund (ND)/gerichtet (D)       | Polarisation horizontal (H)/vertikal (V) |
| -------------- | ---------------- | --------- | ------ | ---------------- | -------- | ---------------------------------------------- | ---------------------------------------- |
| 87,8           | Ö1               | __OE_1__  | A201   | –                | 0,15     | D (70°–100°, 140°, 180°–200°, 240°, 280°–320°) | H                                        |
| 89,9           | Life Radio Tirol | __*LIFE*  | AA40   | –                | 0,32     | D (50°–110°, 180–340°)                         | H                                        |
| 93,9           | Radio U1         | U1*TIROL  | A399   | –                | 0,21     | D (60°–110°, 170–220°)                         | H                                        |
| 94,7           | Radio Tirol      | ORF Tirol | AA0A   | –                | 0,15     | D (70°–100°, 140°, 180°–200°, 240°, 280°–320°) | H                                        |
| 99,7           | Hitradio Ö3      | __OE_3__  | A203   | –                | 0,15     | D (70°–100°, 140°, 180°–200°, 240°, 280°–320°) | H                                        |
| 104,0          | Radio VM1        | __*VM1*_  | AA41   | Außerfern        | 0,25     | D (60°–100°, 180°-230°, 290°-330°)             | H                                        |
| 107,4          | Kronehit         | kronehit  | A3FF   | Tirol            | 0,28     | D (60°–100°, 180°-230°, 290°-340°)             | H                                        |

### Digitales Fernsehen (DVB-T2)
In DVB-T2 werden folgende Programme ausgestrahlt:
| Kanal | Frequenz (in MHz) | Multiplex               | Programme im Multiplex | ERP (in kW) | Polarisation horizontal (H) / vertikal (V) | Modulations- verfahren | FEC | Guard- intervall | Bitrate (in MBit/s) | Gleichwellennetz (SFN) |
| ----- | ----------------- | ----------------------- | --- | ----------- | ------------------------------------------ | ---------------------- | --- | ---------------- | ------------------- | --- |
| 49    | 698               | ORS-Bouquet A Tirol     | - ORF eins - ORF 2 Wien - ORF 1 HD - ORF 2 Tirol HD - ORF 2 Vorarlberg HD - ORF 2 Kärnten HD - ORF III HD - ORF SPORT + HD     | 0,5 / 0,5   | H / V                                      | 16-QAM                 | 3/4 | 1/4              | 14,93               | Zugspitze, Reutte (Hahnenkamm), Leutasch, Bregenz (Pfänder), Seefeld (Tirol), Holzgau, Ötz (Tirol), Imst, Gries im Sellrain, St. Leonhard im Pitztal, Landeck, Galtür, Sankt Jodok, Gries/Brenner, Mittelberg (Gundkopf), Pfunds |
| 27    | 522               | ORS-MUX B               | - ATV HD - ServusTV HD - RTL HD - 3sat HD - RTL - HGTV - Puls 4 - ATV2 - ZDFinfo                                               | 2,2         | H / V                                      | 16-QAM                 | 3/4 | 1/4              | 14,93               | Innsbruck (Patscherkofel), Innsbruck (Seegrube), Reutte (Hahnenkamm), Mayrhofen, Landeck |
| 55    | 746               | ORS-Bouquet C Außerfern | - Außerfern TV - RedBull TV | 0,71        | V                                          | QPSK                   | 3/4 | 1/8              | 8,3                 | Reutte (Hahnenkamm) |
| 31    | 554               | ORS-MUX D               | - BR Fernsehen Süd HD - Arte HD - Sat.1 Gold - Super RTL - n-tv - DMAX - RTL Nitro - RTL Plus - Nickelodeon - Phoenix - One    | 2,2         | H / V                                      | 16-QAM                 | 3/4 | 1/4              | 14,93               | Landeck, Reutte (Hahnenkamm) |
| 25    | 506               | ORS-MUX E               | - Das Erste HD - ZDF HD - ZDFneo HD - KiKA - RTL II - Sixx - kabel eins - Eurosport - Playboy TV - Sport1                      | 2,2         | H / V                                      | 16-QAM                 | 3/4 | 1/4              | 14,93               | Landeck, Reutte (Hahnenkamm) |
| 21    | 474               | ORS-MUX F               | - Sat.1 HD - ProSieben HD - Puls 4 HD - VOX HD - Disney Channel - CNN - Deluxe Music - NDR Fernsehen (Niedersachsen) - Puls 24 | 2,2         | H / V                                      | 16-QAM                 | 3/4 | 1/4              | 14,93               | Landeck, Reutte (Hahnenkamm) |

### Analoges Fernsehen (PAL)
Bis zur Umstellung auf DVB-T wurden folgende Programme in analogem PAL gesendet:
| Kanal | Frequenz (MHz) | Programm    | ERP (kW) | Sendediagramm rund (ND)/ gerichtet (D) | Polarisation horizontal (H)/ vertikal (V) |
| ----- | -------------- | ----------- | -------- | -------------------------------------- | ----------------------------------------- |
| 5     | 175,25         | ORF 1       | 0,14     | D                                      | H                                         |
| 41    | 631,25         | ORF 2 Tirol | 1,3      | D                                      | H                                         |